# Вівчарик непальський
Вівча́рик непальський (Phylloscopus chloronotus) — вид горобцеподібних птахів родини вівчарикових (Phylloscopidae).

## Поширення
Птах гніздиться у Гімалаях на півночі Пакистану та Індії, в Непалі та Бутані, на півдні Китаю. Взимку мігрує у передгір'я.